# NGC 1616
NGC 1616 (również PGC 15479) – galaktyka spiralna (Sbc), znajdująca się w gwiazdozbiorze Rylca. Odkrył ją John Herschel 24 października 1835 roku.